# Erebus albicrustata
Erebus albicrustata là một loài bướm đêm trong họ Erebidae.